# Карр, Даниэль (футболист)
Даниэль Клайв Карр (англ. Daniel Clive Carr; 29 мая 1994, бюро Ламбет, Лондон, Англия) — английский и тринидадский футболист, нападающий.

## Карьера
Воспитанник академии «Рединга». В юные годы Карр подавал большие надежды. Во время своих выступлений в низших английских лигах за ним внимательно следили скауты «Ливерпуля» и «Челси». Форвард также мог продолжить карьеру в «Лидсе» и «Чарльтоне». Однако в итоге он выбрал «Хаддерсфилд Таун». Сыграв за него всего два матча в Чемпионшипе, нападающий был вынужден долго скитаться по арендам. В 2017 году он переехал из Англии в Швецию, где некоторое время провел в клубе четвёртого по силе дивизиона страны «Карлстад». В 2018—2019 гг. Карр неплохо проявил себя в ирландском «Шемрок Роверс». Всего в местной Премьер-Лиге он забил 16 мячей, а также неплохо проявил себя в еврокубках. В конце августа 2019 года форвард подписал контракт с одной из ведущих кипрских команд «Аполлоном».

## Сборная
Даниэль Карр никогда не вызывался в сборную Англии разных возрастов. Имея тринидадские корни футболист мог выбрать и эту карибскую национальную команду. В сентябре 2019 года ФИФА разрешило форварду выступать за «соку уориорз» и он вместе с натурализованным канадцем Райаном Телфером сразу же был вызван в её расположение на матчи Лиги наций КОНКАКАФ против Мартиники. В дебютной игре за тринидадцев Карр отметился автоголом, а сборная сыграла вничью со счетом 2:2.

## Семья
Брат игрока Гордон Карр (род. 1986) является джазовым исполнителем, снимавшимся в популярном британском телесериале «Аббатство Даунтон».